# Chã de Tanque
Chã de Tanque es una villa caboverdiana del municipio de Santa Catarina.

## Geografía
La villa está situada en la isla de Santiago.

## Organización territorial
La villa abarca los lugares y barrios de:
- Achada Grande
- Achada Gregório
- Boa Vista
- Chã de Tanque
- Desdés
- Gamboa
- Pombal
- Ponta Cruz
- Ponta Moreira
- Ribeirão Engracia
- Romão
- Songó